# Heiligerlee

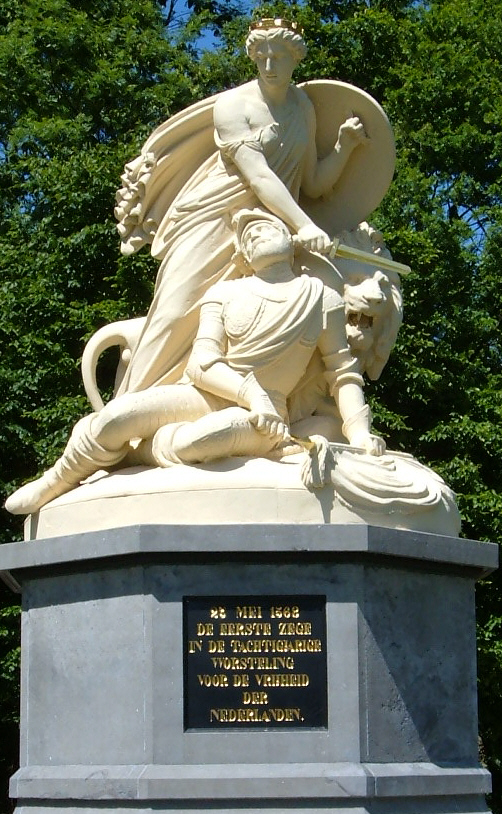
Monumento che commemora la seconda battaglia di Heilgerlee

Heiligerlee  (in Gronings: Kloosterholt) è una villaggio di circa 1.400 abitanti del nord-est dei Paesi Bassi, facente parte della provincia di Groninga e situata nella regione di Oldambt. Dal punto di vista amministrativo, si tratta di una frazione della municipalità di Oldambt; fino al 2009 aveva fatto invece parte della municipalità di Scheemda.
La località lega il proprio nome a due storiche battaglie.

## Geografia fisica
Heiligerlee si trova nella parte centro-orientaledella provincia di Groninga, a circa 3–4 km a nord/nord-ovest di Winschoten.

## Storia
Nel 1230, fu fondato nel villaggio di Heiligerlee, allora chiamato Oosterlee, un monastero.

### La prima battaglia di Heiligerlee
Il 5 agosto 1536 ebbe luogo la cosiddetta prima battaglia di Heiligerlee, che fu combattuta tra le truppe di Carlo di Egmond (o Carlo di Gheldria), guidate da Meinhart von Hamme, e le truppe di Carlo V d'Asburgo, guidate da Georg Schenck van Toutenburg, e che vide quest'ultime come vincitrici.

### La seconda battaglia di Heiligerlee
Il 23 maggio 1568 ebbe luogo in seno alla guerra degli ottant'anni la cosiddetta seconda battaglia di Heiligerlee, che fu combattuta dalle truppe olandesi guidate da Luigi di Nassau e Adolfo di Nassau e dalle truppe filo-spagnole dell'Armata delle Fiandre guidate da Giovanni di Ligne e che si concluse con la vittoria delle prime.
|  |

## Monumenti e luoghi d'interesse
Heiligerlee conta un solo edificio classificato come rijksmonument.

### Architetture civili

#### Mulino Oldambt
Tra gli edifici principali di Heiligerlee, figura il mulino (di) Oldambt, risalente al 1960.
|  |

## Cultura

### Musei

#### Museum Slag bij Heiligerlee
Dedicato alla battaglia di Heiligerlee del 1568 è il Museum Slag bij Heiligerlee, dove sono esposti armi, libri antichi, ecc.

#### Klokkengieterijmuseum Heiligerlee
In un'ex-fonderia del 1862 è stato invece allestito il Klokkengieterijmuseum Heiligerlee, in cui sono esposti dei carillon.
|  |

## Geografia antropica

### Suddivisioni amministrative
Buurtschappen
- Napels